# V. sbor (mobilizace 1938)
V. sbor byl vyšší jednotkou působící v sestavě 4. armády a to v jejím druhém sledu v roli manévrovací jednotky.
Velitelem V. sboru byl divizní generál Alois Eliáš.
Stanoviště velitele se nacházelo v Klouboukách u Brna.

## Úkoly V. sboru
Po svém soustředění měl být V. sbor připraven k zásahu ve prospěch jednotek na levém křídle 4. armády na hlavním obranném postavení (tedy Hraniční oblasti 38, případně východního křídla Skupiny 2)., respektive v případě průlomu hlavního obranného postavení měl zabránit v průniku nepřítele od bývalých rakouských hranic směrem k Brnu.
6. divize se soustřeďovala v okolí Pohořelic, 20. divize v okolí Mutěnic. Ani jedna z těchto vyšších jednotek neměla plánované počty mužstva (počátkem října to bylo pouze 60%). Jejich nasazení v manévrovém boji by nepochybně velmi komplikoval fakt, že neměly ve své sestavě žádné protitankové kanony a jejich smíšené předzvědné oddíly zřejmě nedisponovaly ani plánovanými četami lehkých tanků.

## Podřízené jednotky

### Vyšší jednotky[1]
- 6. divize
- 20. divize

### Ostatní jednotky
- dělostřelecký pluk 110 (3 oddíly)
- dělostřelecký pluk 126 (2 oddíly)
- ženijní rota 43, 44
- telegrafní prapor 55